# 고베 포트 타워

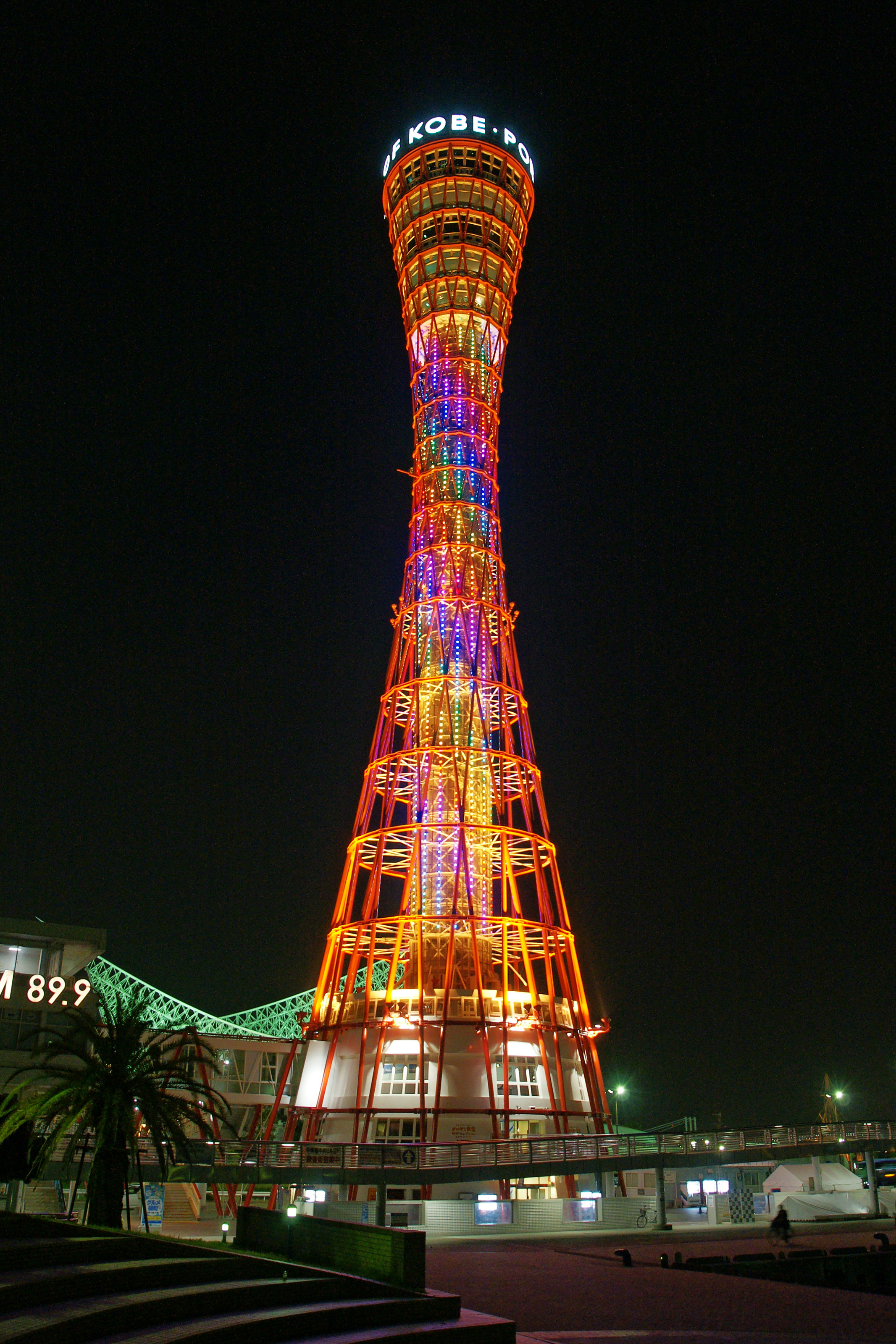
고베 포트 타워 (2010년 4월 28일)

고베 포트 타워(일본어: 神戸ポートタワー)는 일본 효고현 고베시 주오구에 있는 타워이다. 빨간색 모래시계 형태의 건축물로, 높이는 108m이다. 내부에는 전망대와 레스토랑, 매점이 있으며 전망대에 올라가면 고베의 해안 절경이 들어온다.

## 상세

### 역사
고베 포트 타워는 지난 1963년 완공되었다. 건설 전 고베 시장으로 있었던 하라구치 주지로(原口忠次郎)가 1959년 네덜란드 로테르담 방문 당시 항구를 내려다보는 유로마스트를 보고 깊은 감명을 받아, 자신도 타워를 건설하기로 맘먹게 되면서 그로부터 4년 뒤에 실현된 건물이다. 완공 당시만 하더라도 고베항 부두에 자리잡고 있었으나, 80년대 들어 메리켄 파크가 들어서고 90년대부터는 나카톳테이 중앙터미널 조성으로 더 이상 부두에 자리잡은 위치가 아니게 되었다.
한편 세계 최초로 파이프 구조로 지어진 건축물로, 장구를 길게 늘린듯한 외관 (쌍곡면 구조)가 특징이다. 독특하게 뻗어있는 구조와 형상을 두고 '철탑의 미녀' (鉄塔の美女)라는 별명도 붙었다. 또 일본 최초로 야간조명으로 장식된 건축물이기도 했다. 또 원래는 타워 전체를 은색으로 꾸밀 예정이었으나 지상 높이가 60m를 넘는 건축물은 눈에 잘 띄는 색상이어야 한다는 당시 항공법에 따라, 주황색을 기본색으로 정하고 흰색으로 강조를 하는 도장으로 수정하였다. 오늘날에는 고베항의 상징으로 널리 알려져 있으며, 고베 관광에서 많이 들르는 명소이 되었다.
1963년 일본 건축 학회상과 건축협회 우수건축상, 조명학회 조명보급회상, 2003년 도코모 재팬 선정 '일본의 모던 무브먼트 건축' 등을 수상하였다. 2014년 12월에는 국가 등록유형문화재로 등록되었다.

### 보수 공사
2009년 12월부터 2010년 3월까지 고베시의 주도로 완공 이후 최대 규모의 보수공사가 진행되었다. 이때 총 사업비는 약 3억 3000만 엔으로, 철탑 페인트칠을 17년만에 다시 진행하고 LED 조명을 다는 외부 작업과, 전망대를 리모델링하고 장애인 시설을 갖추는 등의 작업을 진행하였다. 조명 색상은 기존에 흰색뿐이던 것을 삼원색 (빨파녹)으로 바꾸면서 총 40여 가지의 조명효과가 가능해졌다. 2010년 4월 28일에 재개장했다. 2013년 11월 21일에는 완공 50주년을 기념해 개업 당시의 입장료인 어른 150엔, 어린이 80엔 할인 이벤트를 벌였다.

## 운영과 교통편

### 운영시간
- 3월 - 11월 : 오전 9시 ~ 오후 8시 30분
- 12월 - 2월 : 오전 9시 ~ 오후 6시 30분

12월 31일은 오전 9시부터 오후 4시 30분까지, 1월 1일은 오전 6시 30분부터 오후 4시 30분까지 운영된다.

### 교통
- JR 니시니혼 한신 모토마치역에서 도보로 15분
- 한큐 전철 하나쿠마역에서 도보로 15분
- 세이신·야마테선 겐초마에역에서 도보로 20분
- 가이간선 미나토모토마치역에서 도보로 5분

## 사진

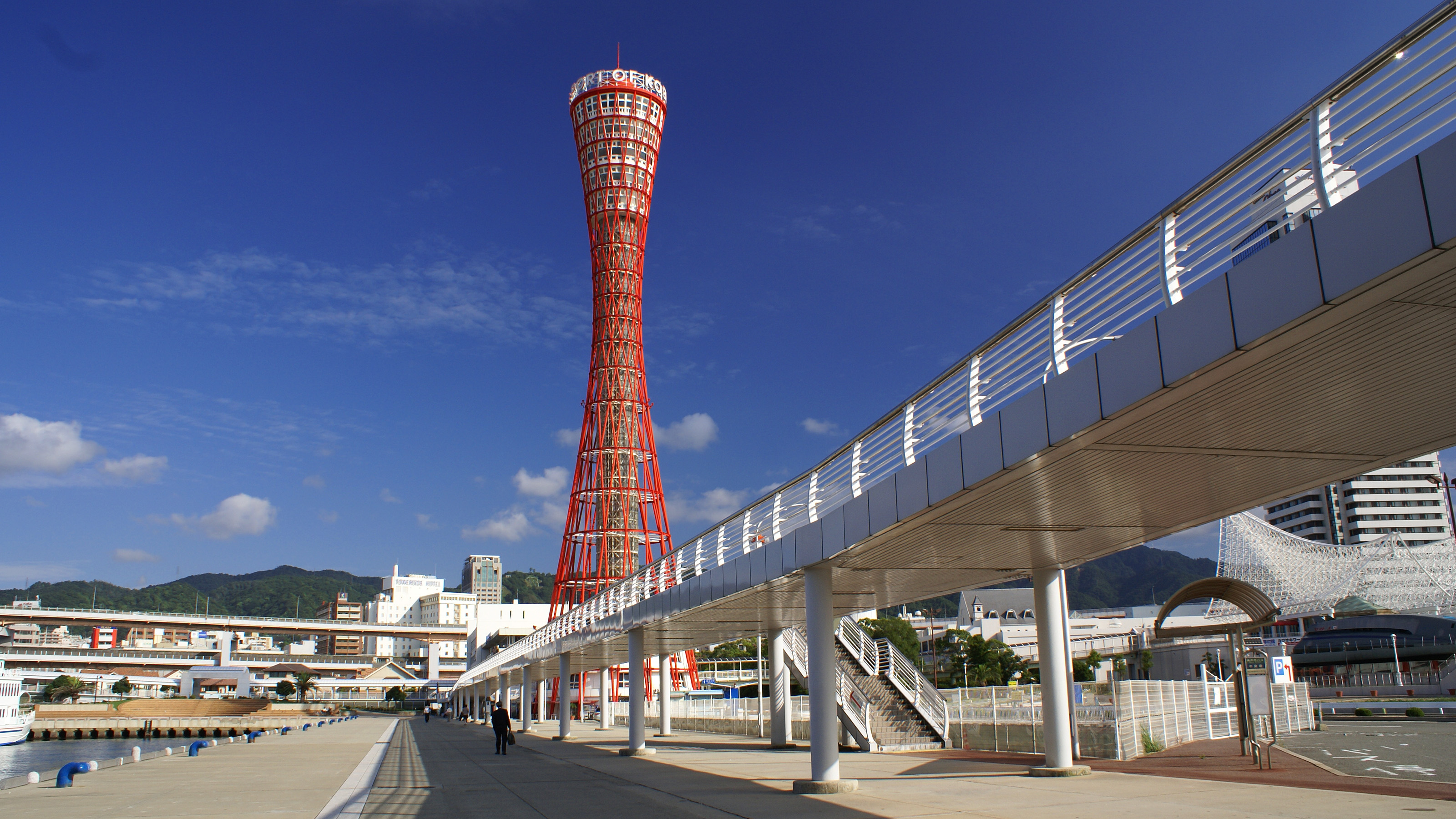
나카톳테이에서 본 모습
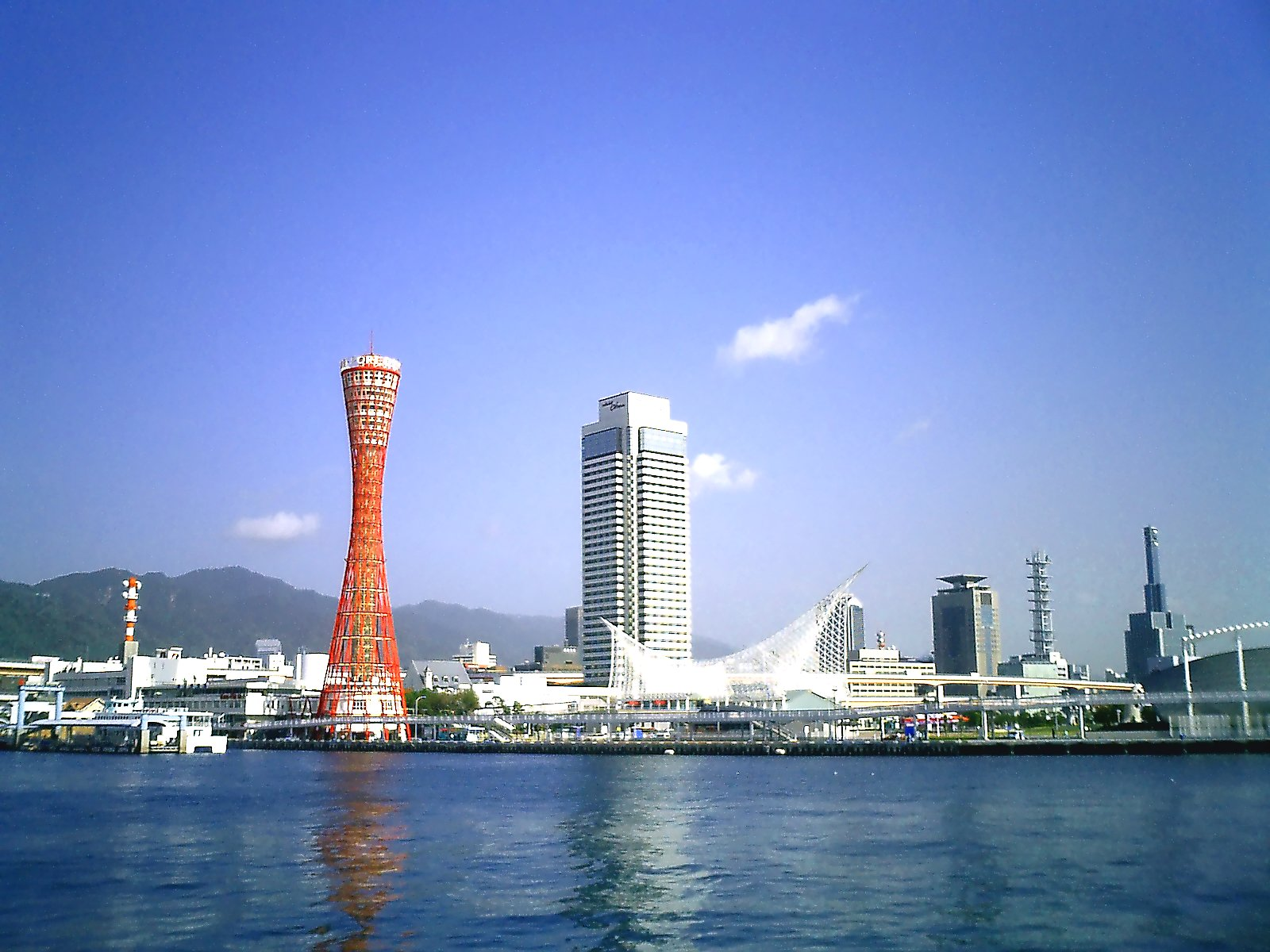
하버랜드에서 본 모습
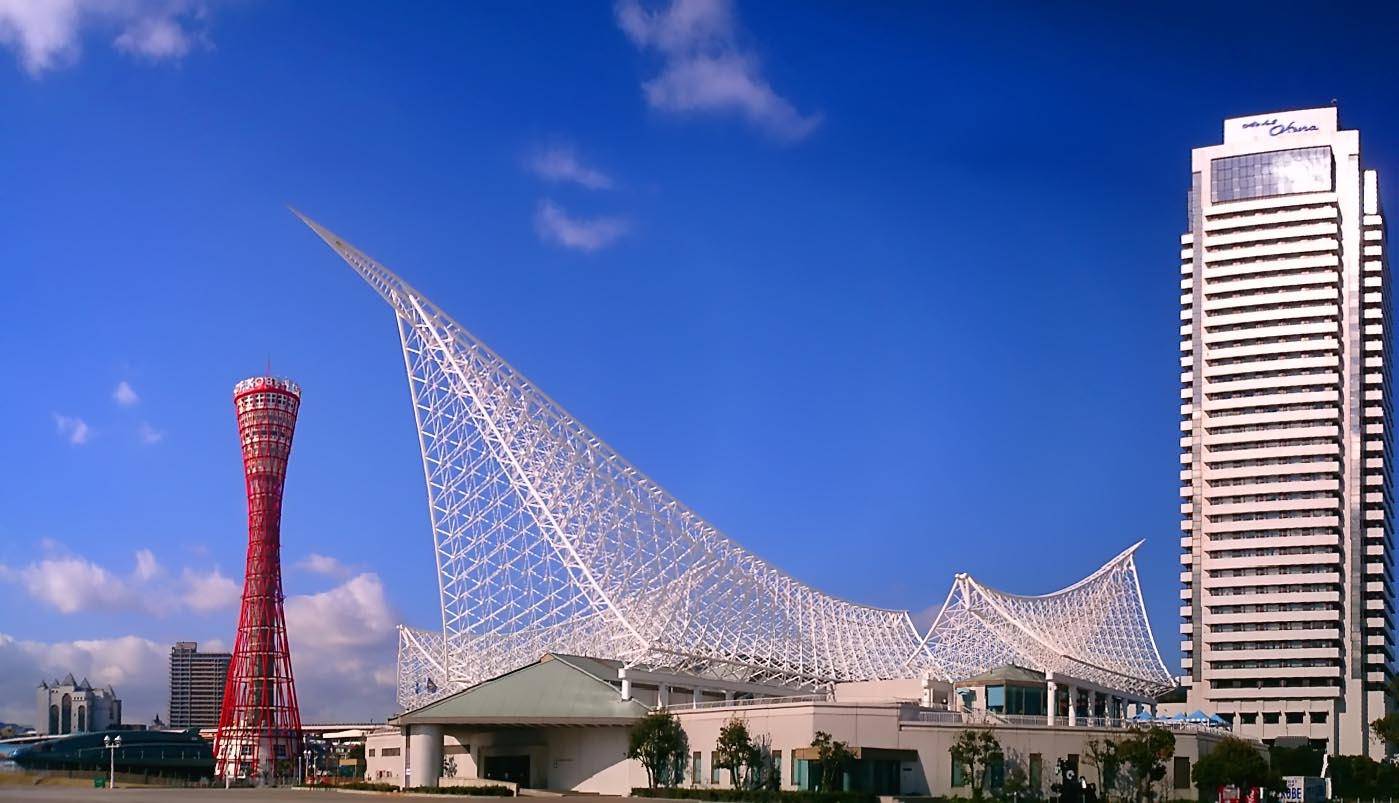
메리켄 파크에서 본 모습
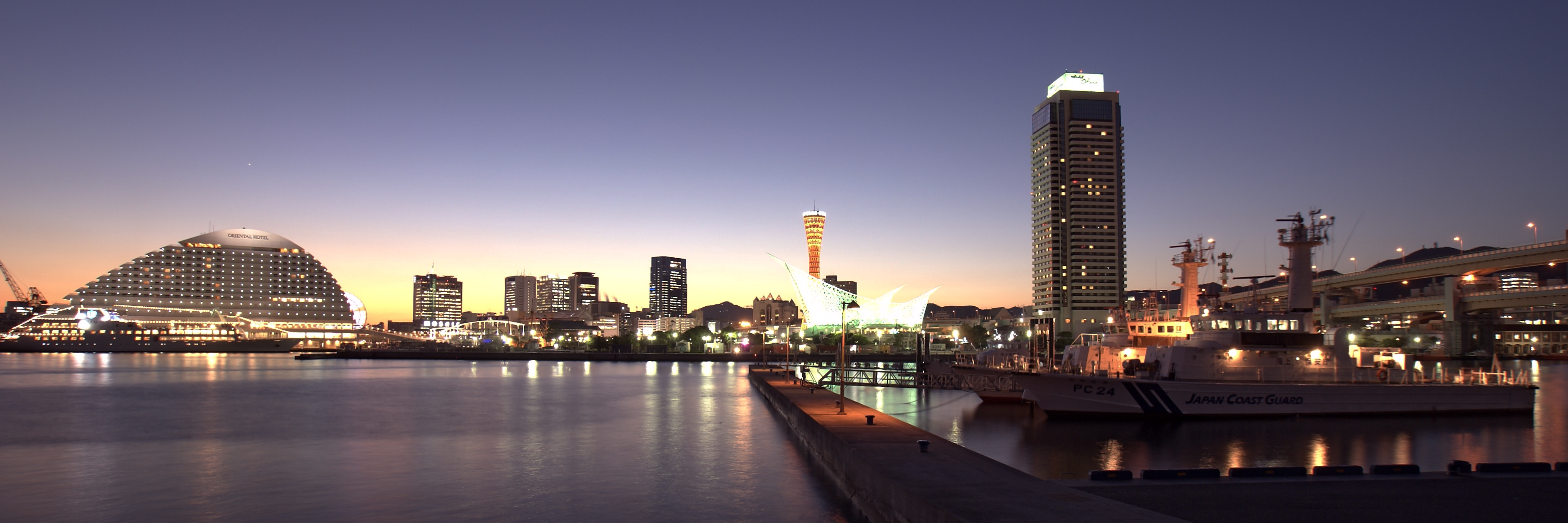
고베 신항에서 본 전경
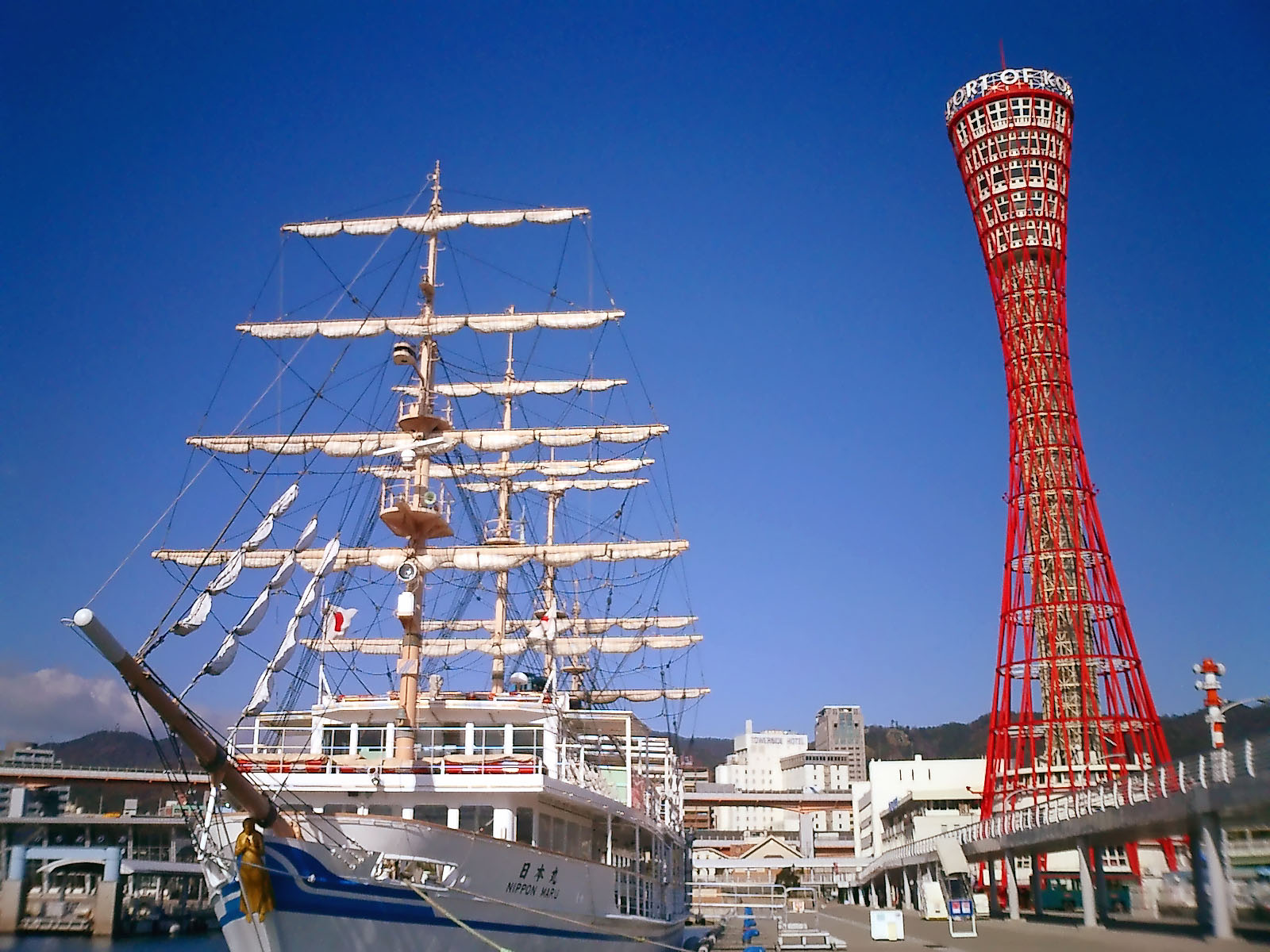
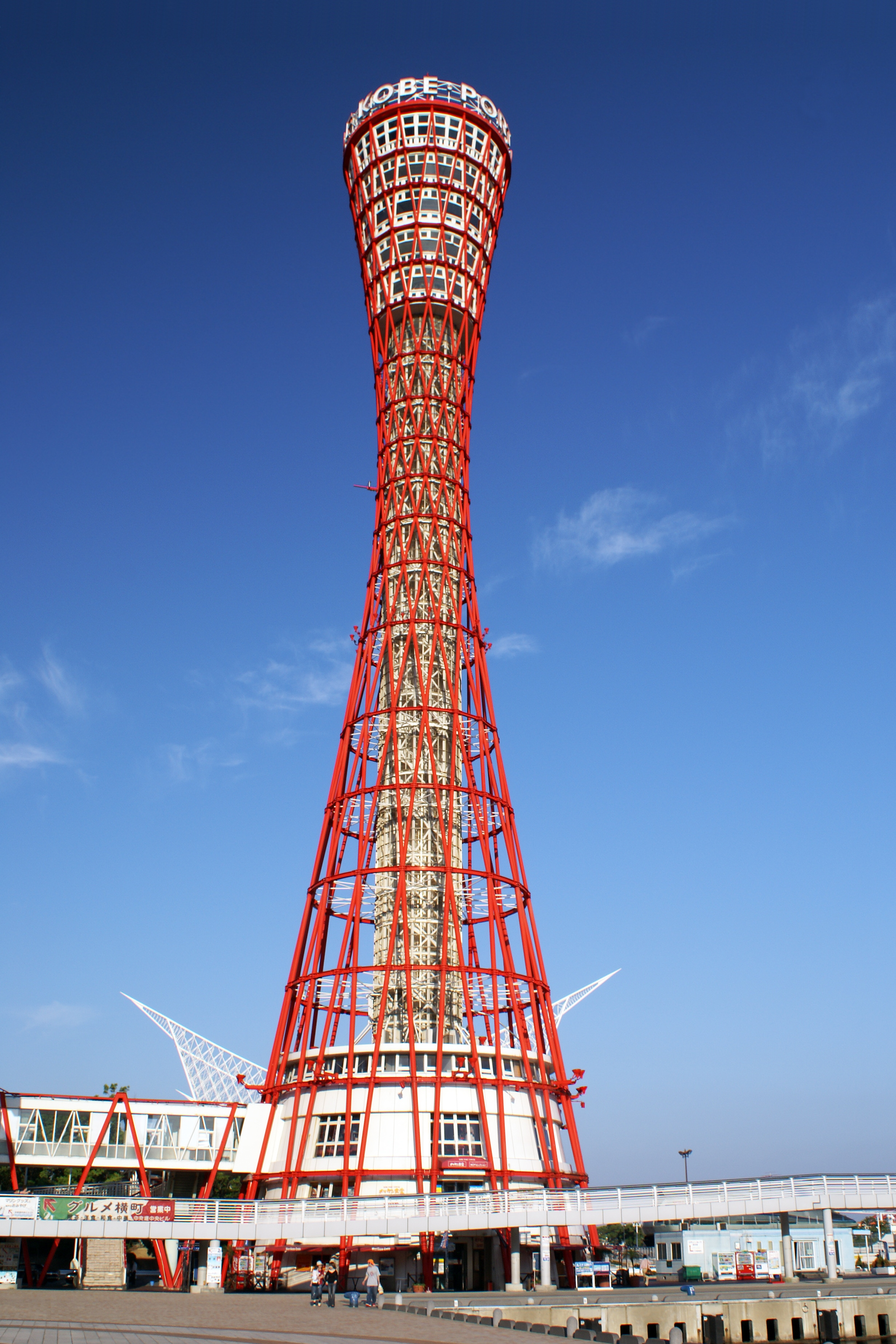
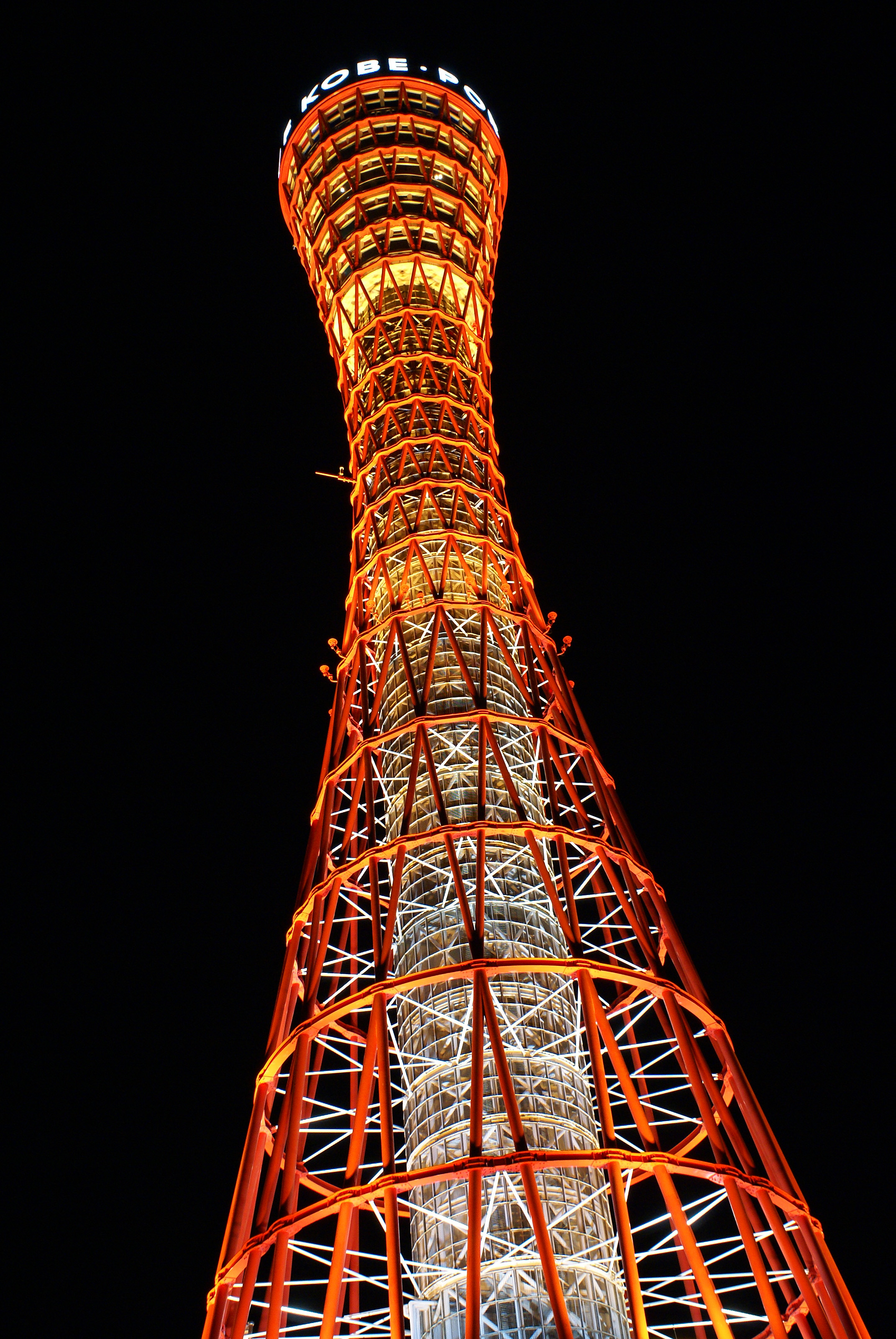
재개장 이전의 모습
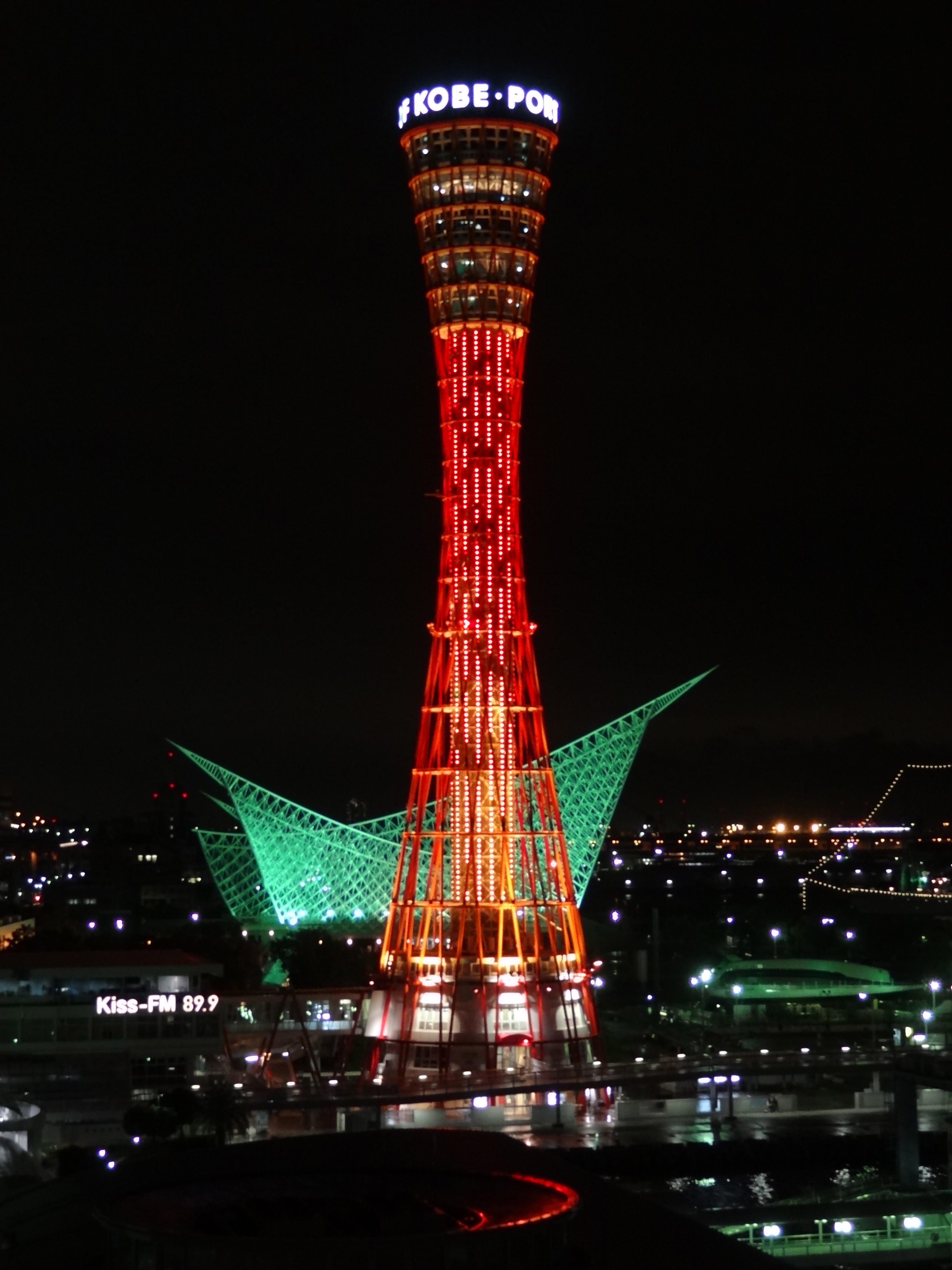
라 스위트 고베 하버랜드에서 본 모습

## 같이 보기
- 메리켄 파크
- 고베항
- 시드니 타워
- 도쿄 타워
- 삿포로 TV타워
- 나고야 TV탑
- 교토 타워
- 광저우 타워